# Converium
Die Converium Holding AG mit Hauptsitz in Zürich gehörte zu den zehn grössten Rückversicherungsunternehmen weltweit. Sie war eine Aktiengesellschaft nach schweizerischem Recht. Ihre Aktien waren an der SIX Swiss Exchange und an der New York Stock Exchange (NYSE) gelistet.
Das Unternehmen  vertrieb Rückversicherungen in Europa, Nordamerika, Asien, Mittelost, Lateinamerika und hatte  Niederlassungen auf fünf Kontinenten.

## Firmengeschichte
Ab 1997 wurden im Zurich Financial Services (ZFS) Konzern verschiedene Rückversicherungsaktivitäten wie die aktive und passive Rückversicherung in Zürich, die Zurich Reinsurance Centre in New York und die Agrippina Rück in Köln unter dem Namen Zurich Re vereinigt. 
Am 1. Oktober 2001 wurde die Converium durch Übertrag des bisher unter Zurich Re gezeichneten Geschäftes sowie einer Anfangskapitalausstattung von 1,6 Milliarden USD gegründet. Der Börsengang erfolgte am 11. Dezember 2001. Es war der bis dahin grösste Börsengang einer Rückversicherung. 
Im Juli 2004 musste die Converium eine Gewinnwarnung abgeben, weil im US-Haftpflichtgeschäft die Entwicklung der Schäden in den Jahren 1997 bis 2001 – noch unter dem Dach der Zurich Financial Services (ZFS) – zu tief angesetzt wurden und deshalb die Reserven um über 400 Mio. Dollar aufgestockt werden müssten. Daraufhin brach der Börsenkurs an einem Tag über 50 Prozent ein und innert zwölf Monaten um 70 Prozent. Im September 2004 stufte Standard and Poors das Rating von A- auf BBB zurück. 
Trotz einer Serie von Naturkatastrophen schaffte es der Rückversicherer im Jahre 2005 wieder in die Gewinnzone zurückzukehren.
2006 wurden die US-Geschäftsanteile an die zur Berkshire Hathaway Gruppe gehörende National Indemnity Company verkauft. Im März 2007 erhielt Converium sein A-Rating wieder zurück.
Im Februar 2007 wurde Converium Ziel einer feindlichen Übernahme. Martin Ebner half zusammen mit der Zürcher Kantonalbank dem französischen Rückversicher Scor mit einem umstrittenen Optionsgeschäft eine Position von knapp 33 Prozent aufzubauen und trug dazu bei, dass das Converium-Management in seinem Abwehrkampf einbrach.